# Марин, Марко (футболист)
Ма́рко Мари́н (нем. Marko Marin; родился 13 марта 1989, Босанска-Градишка, СР Босния и Герцеговина, СФРЮ) — немецкий футболист, игравший на позиции полузащитника. Бронзовый призёр чемпионата мира 2010 года в составе сборной Германии. В течение карьеры выступал за клубы Германии, Англии, Испании, Италии, Бельгии, Турции, Греции, Сербии и Саудовской Аравии.

## Клубная карьера
Марко Марин родился 13 марта 1989 года в городке Босанска Градишка на границе Боснии и Хорватии. С началом югославской войны его семья перебралась в Германию в 1991 году. Родители Марко — боснийские сербы Борка и Ранко.
Обладая высокой скоростью, отменным дриблингом, видением поля и точным пасом, Марин сравнивается в Германии с такими выдающимися футболистами, как Томас Хесслер и Пьер Литтбарски, а из современных звезд — с аргентинцем Лионелем Месси. Играя на позиции центрального атакующего полузащитника, Марин также может сыграть и правого вингера и часто действует по всему фронту атаки.

### «Боруссия» Мёнхенгладбах
В возрасте 7 лет Марин начал заниматься в футбольной академии «Айнтрахта Франкфурт», где его талант был замечен скаутами «Боруссии Мёнхенгладбах», куда он перебрался в 2005 году. После первого же года в академии «Боруссия» заключила с Марином трехлетний профессиональный контракт. Вскоре тот стал вызываться в юношеские сборные Германии всех возрастов, получил статус одного из самых талантливых футболистов Германии и дебютировал в бундеслиге в апреле 2007 года, однако в тот же сезон его «Боруссия» покинула элитный немецкий дивизион.
Ещё больший прорыв ожидал его в сезоне 2007/08, молодой Марин стал одним из лидеров команды, забил 4 мяча и отдал 13 голевых передач, во многом благодаря его усилиям «Боруссия» вернулась в Бундеслигу, а в мае 2008 года тренер национальной сборной Германии Йоахим Лев включил его в предварительный список кандидатов на участие в чемпионате Европы, в последний момент Марко был отцеплен, однако успел дебютировать за национальную сборную в матче с Беларусью 27 мая 2008 года и получить множество лестных отзывов. А уже в следующем своем матче за сборную против Бельгии 21 августа 2008 отметился голом.

### «Вердер»

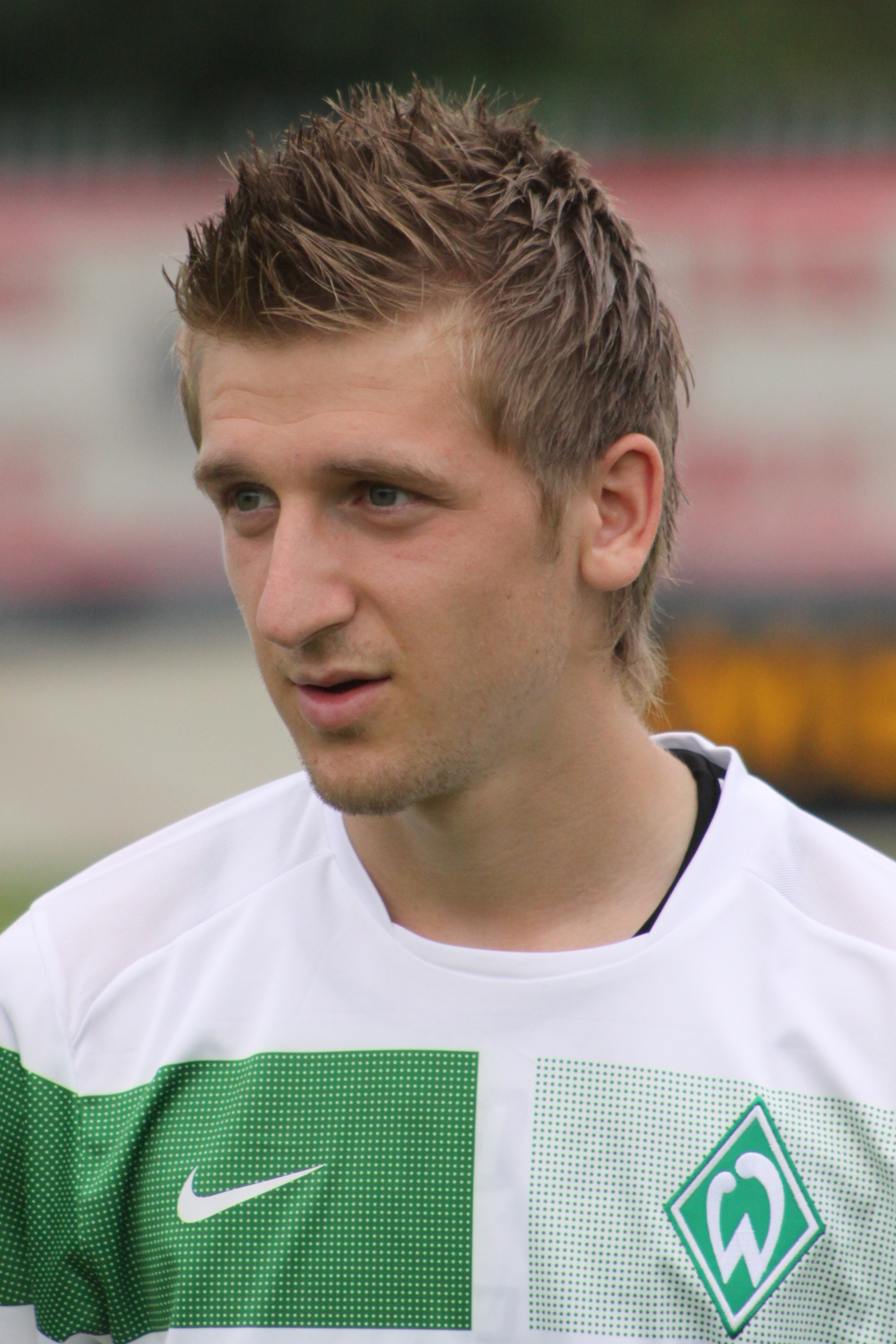
Марин в составе «Вердера»

24 июня 2009 года перешёл в «Вердер». Сумма сделки составила 8 миллионов 200 тыс. евро. На 1 ноября 2010 года трансферная стоимость игрока составляла на тот период 14 млн евро. Вместе с Аарон Хантом и Месутом Озилем составили главную ударную силу в команде. Благодаря усилиям этой троицы команда в сезоне 2009/10 выиграла бронзовые медали чемпионата и стала финалистом кубка Германии. В сезоне 2010/11 в Бундеслиге, Марко показал свои наилучшие качества, забив 4 гола и сделав 15 результативных передач.
После ухода Месута Озиля в «Реал Мадрид» в августе 2010 года, результативные показатели Марко Марина ухудшились — он забил один гол и сделал пять результативных передач в сезоне 2011/12. В следующем сезоне его показатели ещё более ухудшились, единственный мяч в сезоне Марко Марин забил 18 февраля 2012 года в дерби против Гамбурга. В своём последнем матче за «Вердер», 13 апреля 2012 г., в игре против «Штутгарта» Марко сделал голевую передачу, эту игру Вердер проиграл со счетом 4-1. Марин закрыл свой счет в Бундеслиге за «Вердер» с 87 играми и 8 голами.

### «Челси»
28 апреля 2012 года было объявлено о договорённости Марина с «Челси». Сумма сделки составила 7 млн. €. Присоединился к новому клубу 1 июля, подписав пятилетний контракт. Получил бывший номер Саломона Калу — 21-й. Марин показал, что он подписал контракт с перспективой для достижения более серьёзных задач. Марин подписал пятилетний контракт, до 2017 года. 18 июля дебютировал в товарищеском матче с «Сиэтл Саундерс» и забил гол на 40-й минуте. Пропустил начало сезона из-за травмы подколенного сухожилия. Дебютировал за основную команду 25 сентября в матче Кубка Футбольной лиги с «Вулверхэмптон Уондерерс». 2 января 2013 года впервые вышел в стартовом составе в матче Премьер-лиги с «Куинз Парк Рейнджерс», а первый гол в официальном поединке забил 9 февраля в ворота «Уиган Атлетик». Марко не удалось пробиться в основной состав команды, в сезоне 2012/13 он сыграл всего шесть игр и забил один мяч.
28 июня 2013 года Марин был арендован испанской «Севильей» на один год. В испанском клубе Марко выходил редко в стартовом составе и не был на первых ролях. Всего сыграл тридцать неполных матчей и забил два гола в Лиге Европы. Летом 2014 года на правах аренды перешёл в итальянскую «Фиорентину».
25 августа 2015 года Марин перешёл в клуб «Трабзонспор», выступающий в чемпионате Турции, на правах аренды сроком на один сезон. 30 августа дебютировал в Суперлиге, выйдя на замену в матче 3-го тура против «Акхисар Беледиеспора» (2:2). 26 сентября забил первый гол за «Трабзонспор» на 85-й минуте в матче против «Османлыспора» (1:3).

## Международная карьера
В 2007 году Марин начал вызываться в молодёжную сборную Германии, за которую провёл 11 матчей и забил один гол. Перед чемпионат Европы 2008 Лёв включил Марина в расширенный состав сборной, но в основную заявку Марко не попал. 27 мая 2008 года Марин дебютировал за основную сборную в матче с Беларусью. 20 августа Марин забил свой первый гол за сборную, отличившись в товарищеском матче с Бельгией.
Марко вошёл в состав команды на ЧМ-2010, как одна из главных многообещающих надежд. Но он сыграл только две игры, против Австралии и Сербии, по причине слабых тактико-технических данных. После 2010 года Марко в сборную не привлекался.

## Достижения
Командные
«Боруссия Мёнхенгладбах»
- Чемпион Второй Бундеслиги: 2007/08

«Вердер»
- Обладатель Суперкубка Германии: 2009

«Челси»
- Победитель Лиги Европы УЕФА: 2013

«Севилья»
- Победитель Лиги Европы УЕФА: 2014

«Олимпиакос»
- Чемпион Суперлиги: 2016/17

«Црвена Звезда»
- Чемпион Сербии: 2018/19

Сборная Германии
- Чемпион Европы среди юношей до 21 лет: 2009
- Бронзовый призёр чемпионата мира: 2010

### Личные
- Золотая Медаль Фрица Вальтера: 2007

## Статистика

### Клубная статистика
| Выступление      | Выступление      | Выступление      | Лига | Лига | Кубок страны | Кубок страны | Кубок лиги | Кубок лиги | Еврокубки | Еврокубки | Прочие | Прочие | Итого | Итого |
| Клуб             | Лига             | Сезон            | Игры | Голы | Игры         | Голы         | Игры       | Голы       | Игры      | Голы      | Игры   | Голы   | Игры  | Голы  |
| ---------------- | ---------------- | ---------------- | ---- | ---- | ------------ | ------------ | ---------- | ---------- | --------- | --------- | ------ | ------ | ----- | ----- |
| Боруссия М II    | Регионаллига     | 2006/07          | 16   | 3    | 0            | 0            | 0          | 0          | 0         | 0         | 0      | 0      | 16    | 3     |
| Боруссия М II    | Итого            | Итого            | 16   | 3    | 0            | 0            | 0          | 0          | 0         | 0         | 0      | 0      | 16    | 3     |
| Боруссия М       | Бундеслига       | 2006/07          | 4    | 0    | 0            | 0            | 0          | 0          | 0         | 0         | 0      | 0      | 4     | 0     |
| Боруссия М       | 2. Бундеслига    | 2007/08          | 31   | 4    | 2            | 3            | 0          | 0          | 0         | 0         | 0      | 0      | 33    | 7     |
| Боруссия М       | Бундеслига       | 2008/09          | 33   | 4    | 2            | 1            | 0          | 0          | 0         | 0         | 0      | 0      | 35    | 5     |
| Боруссия М       | Итого            | Итого            | 68   | 8    | 4            | 4            | 0          | 0          | 0         | 0         | 0      | 0      | 72    | 12    |
| Вердер           | Бундеслига       | 2009/10          | 32   | 4    | 5            | 1            | 0          | 0          | 12        | 2         | 0      | 0      | 49    | 7     |
| Вердер           | Бундеслига       | 2010/11          | 34   | 3    | 2            | 1            | 0          | 0          | 8         | 1         | 0      | 0      | 44    | 5     |
| Вердер           | Бундеслига       | 2011/12          | 21   | 1    | 1            | 0            | 0          | 0          | 0         | 0         | 0      | 0      | 22    | 1     |
| Вердер           | Итого            | Итого            | 87   | 8    | 8            | 2            | 0          | 0          | 20        | 3         | 0      | 0      | 115   | 13    |
| Челси            | Премьер-лига     | 2012/13          | 6    | 1    | 2            | 0            | 3          | 0          | 3         | 0         | 1      | 0      | 15    | 1     |
| Челси            | Итого            | Итого            | 6    | 1    | 2            | 0            | 3          | 0          | 3         | 0         | 1      | 0      | 15    | 1     |
| Севилья          | Примера          | 2013/14          | 18   | 0    | 0            | 0            | 0          | 0          | 12        | 2         | 0      | 0      | 30    | 2     |
| Севилья          | Итого            | Итого            | 18   | 0    | 0            | 0            | 0          | 0          | 12        | 2         | 0      | 0      | 30    | 2     |
| Фиорентина       | Серия A          | 2014/15          | 0    | 0    | 0            | 0            | 0          | 0          | 4         | 2         | 0      | 0      | 4     | 2     |
| Фиорентина       | Итого            | Итого            | 0    | 0    | 0            | 0            | 0          | 0          | 4         | 2         | 0      | 0      | 4     | 2     |
| Андерлехт        | Про-лига         | 2014/15          | 6    | 0    | 2            | 0            | 0          | 0          | 0         | 0         | 0      | 0      | 8     | 0     |
| Андерлехт        | Итого            | Итого            | 6    | 0    | 2            | 0            | 0          | 0          | 0         | 0         | 0      | 0      | 8     | 0     |
| Трабзонспор      | Суперлига        | 2015/16          | 24   | 2    | 5            | 0            | 0          | 0          | 0         | 0         | 0      | 0      | 29    | 2     |
| Трабзонспор      | Итого            | Итого            | 24   | 2    | 5            | 0            | 0          | 0          | 0         | 0         | 0      | 0      | 29    | 2     |
| Всего за карьеру | Всего за карьеру | Всего за карьеру | 225  | 22   | 21           | 6            | 3          | 0          | 39        | 7         | 1      | 0      | 289   | 35    |

### Международная статистика
| Сборная          | Сезон            | Товарищеские | Товарищеские | Турниры | Турниры | Всего | Всего |
| Сборная          | Сезон            | Игры         | Голы         | Игры    | Голы    | Игры  | Голы  |
| ---------------- | ---------------- | ------------ | ------------ | ------- | ------- | ----- | ----- |
| Германия         | 2008             | 3            | 1            | 1       | 0       | 4     | 1     |
| Германия         | 2009             | 2            | 0            | 1       | 0       | 3     | 0     |
| Германия         | 2010             | 4            | 0            | 5       | 0       | 9     | 0     |
| Всего за карьеру | Всего за карьеру | 9            | 1            | 7       | 0       | 16    | 1     |

### Матчи и голы за сборную
| Матчи и голы Марина за сборную Германии | Матчи и голы Марина за сборную Германии | Матчи и голы Марина за сборную Германии | Матчи и голы Марина за сборную Германии | Матчи и голы Марина за сборную Германии | Матчи и голы Марина за сборную Германии |
| №                                       | Дата                                    | Оппонент                                | Счёт                                    | Голы Марина                             | Соревнование                            |
| --------------------------------------- | --------------------------------------- | --------------------------------------- | --------------------------------------- | --------------------------------------- | --------------------------------------- |
| 1                                       | 27 мая 2008                             | Беларусь                                | 2:2                                     | —                                       | Товарищеский матч                       |
| 2                                       | 20 августа 2008                         | Бельгия                                 | 2:0                                     | 1                                       | Товарищеский матч                       |
| 3                                       | 6 сентября 2008                         | Лихтенштейн                             | 6:0                                     | —                                       | Отборочные матчи ЧМ-2010                |
| 4                                       | 19 ноября 2008                          | Англия                                  | 1:2                                     | —                                       | Товарищеский матч                       |
| 5                                       | 11 февраля 2009                         | Норвегия                                | 0:1                                     | —                                       | Товарищеский матч                       |
| 6                                       | 28 марта 2009                           | Лихтенштейн                             | 4:0                                     | —                                       | Отборочные матчи ЧМ-2010                |
| 7                                       | 5 сентября 2009                         | ЮАР                                     | 2:0                                     | —                                       | Товарищеский матч                       |
| 8                                       | 29 мая 2010                             | Венгрия                                 | 3:0                                     | —                                       | Товарищеский матч                       |
| 9                                       | 3 июня 2010                             | Босния и Герцеговина                    | 3:1                                     | —                                       | Товарищеский матч                       |
| 10                                      | 13 июня 2010                            | Австралия                               | 4:0                                     | —                                       | Финальные матчи ЧМ-2010                 |
| 11                                      | 18 июня 2010                            | Сербия                                  | 0:1                                     | —                                       | Финальные матчи ЧМ-2010                 |
| 12                                      | 11 августа 2010                         | Дания                                   | 2:2                                     | —                                       | Товарищеский матч                       |
| 13                                      | 7 сентября 2010                         | Азербайджан                             | 6:1                                     | —                                       | Отборочные матчи ЧЕ-2012                |
| 14                                      | 8 октября 2010                          | Турция                                  | 3:0                                     | —                                       | Отборочные матчи ЧЕ-2012                |
| 15                                      | 12 октября 2010                         | Казахстан                               | 3:0                                     | —                                       | Отборочные матчи ЧЕ-2012                |
| 16                                      | 17 ноября 2010                          | Швеция                                  | 0:0                                     | —                                       | Товарищеский матч                       |

Итого: 16 матчей / 1 гол; 10 побед, 3 ничьи, 3 поражения.